# Motaladagarna
Motaladagarna (tidigare Vätternfestivalen) var till 2012 en musikfestival i Motala. Den arrangerades första gången 1997 och ägde rum under torsdag till lördag helgen efter midsommarafton. Festivalen bjuder på en rad olika musikgenrer på de olika scener som finns på festivalområdet.

## Festivalhistoria
Premiäråret var 1997 och det året var det cirkusuppvisning, kamelridning och artister som Carola och Jumper. 6000 personer besökte festivalen. 1998 års festival gick i rymmarnas tecken med Martin Timell och Hjalle och Heavy på plats. Anders Glenmark var med och sjöng låter till fotbolls-VM 1994 När vi gräver guld i USA. 1999 regnade det men det hindrade inte publiken från att vilja se Bananer i pyjamas, E-Type och Markoolio.
Sommaren 2000 var det fotbolls-EM och via storbildsskärm visades semifinalmatchen mellan Italien och Holland. Electric Banana Band och Markoolio höll igång på scenen. 2001 var både nykomlingarnas och veteranernas år: Lars Winnerbäck, Melinda Wrede och Niklas Strömstedt. Arrangören uppskattade till 30000 personer under tre dagar. 2002 kom Magnus Uggla, Uno Svenningsson, Sven-Ingvars, Carola, Lambretta, Mendez och Bananer i pyjamas. Cirka 25000 besökare på festivalen och 12000 åskådare under Formula 2000-tävlingen. Vätternfestivalen 2003, gästades Motala av bland annat Style, Nicke & Nilla, Da Buzz, Fame och Jan Johansen. Den dåvarande arrangören uppskattade antalet besökare mellan 20 000 och 25 000.
2004 var det artister som The Sweet, Lambretta, E-Type, In Flames och Patrik Isaksson. Tyvärr hade inte arrangören inte tillräckligt med pengar för att betala artisterna och därmed blev lördagen inställt, och väldigt många besökare förlorade pengarna som de hade lagt ut på biljetterna. Jimmy Sööder  hoppade in och arrangera ännu en festival 2005. Man valde att ändra en del av förutsättningarna. Nu var det bara en tvådagarsfestival. Artister som Jimmy Jansson, Wilmer X och Rydell & Quick gästade festivalen med rekordliten publik på bara 4 500. 2006 fortsatte festivalen under temat schlager. Linda Bengtzing, Carola, The Poodles och Lattjo Lajban besökte festivalen. Nu visade även publiken sitt intresse för festivalen. 10 500 besökte festivalen under två dagar.
2007 firade festivalen 10-årsjubileum. Man valde att ställa in Formula-tävlingarna som varit de senaste åren för att istället satsa på artisterna, så som Mustasch, The Sounds, Martin Stenmarck och Takida. Arrangörerna uppskattade fredagens besökare till 5 500. På lördagen kom det inte ens tusen personer. Inför 2008 planerade man åter att lägga ner festivalen, men nya arrangörer ordnade sin första festival med artister som Noice, Sator, E-Type, Neverstore och Timo Räisänen. Under 2009 besöktes festivalen av artister som Måns Zelmerlöw, BWO, E-Type, Eldkvarn och Johan Palm. Festivalen ägde rum 2-4 juli. Nytt för året var att festivalen hade bytt namn. Det nya namnet blev Motalafestivalen.
Inför 2010 års festival valde arrangörerna att ändra om hela konceptet. Den kallades då Motalafestivalen och gick under mottot "Lika stor men mindre". Det blev fri entré över hela festivalområdet förutom restaurangtältet. Det var inte någon större scen utan endast lokala band i tältet, med ett par kända gästartister: Magnus Bäcklund, Mia Löfgren och Marcus Öhrn. Festivalen floppade. På torsdagen kom det bara 30 personer och fredagen ungefär lika mycket, så till lördagen när Magnus och Mia skulle uppträda valde arrangörerna fri entré, då kom det mellan 1 200 och 1 500 personer. 2011 arrangerades ännu en festival i Motala, den 8-9 juli. Centrumföreningen blev de nya arrangörerna som valde att döpa om festivalen till Motaladagarna. Artisterna som kom var Rolandz, Björn Rosenström, Dogge Doggelito och Rydell & Quick. Första dagen såg det ut att återigen bli konkurs för festivalen, men den andra dagen gjorde att det gick hem. Motaladagarna 2012 var mellan 6 och 7 juli. Artisterna för 2012 års festival var Lasse Stefanz, Da Buzz och Dynazty på lördagen. På fredagen uppträdde enbart lokalband, inklusive Byz. Det blev även en tivoli på denna års festival. Det kom oväntat lite folk.

## Artister och grupper i urval
The Sweet, Magnus Uggla, Carola Häggkvist, Sven-Ingvars, Markoolio, Tomas Ledin, Melinda Wrede, Hjalle & Heavy, Rydell & Quick, The Poodles, E-Type, Patrik Isaksson, Takida, Mustasch, Lambretta, In Flames, Linda Bengtzing, Anders Glenmark, Martin Stenmarck, Fame, Lars Winnerbäck, Lok, Stonecake, The Hooters, Janina, Lattjo Lajban, Jamie Meyer, Wilmer X, Jimmy Jansson, Bubbles, Da Buzz, Jan Johansen, Alcazar, The Sounds, Miio, Nina & Kim, Electric Banana Band, Neverstore, Noice, Timo Räisänen, Sator, H.E.A.T, Eldkvarn, Rolandz, Dogge Doggelito, Björn Rosenström, med flera.

## Konferencier
- 1997 - 2004 Martin Timell
- 2005 -      Emmie Melin och Jennie Ousbäck
- 2006 - 2007 Micke Dahl (radiopratare)
- 2008 - 2009 Rickard Herrey
- 2010 - 2012 Ingen konferencier